# Lunningprijs
De Lunningprijs was een Amerikaanse designprijs die van 1951 tot en met 1970 werd uitgereikt aan ontwerpers uit Denemarken, Zweden, Finland en Noorwegen. De prijs wordt omschreven als de 'Nobelprijs van Scandinavisch design' en werd vernoemd naar Frederik Lunning.

## Frederik Lunning
Frederik Lunning was een boek- en kunsthandelaar uit de Deense stad Odense. Rond 1910 begon Lunning met het verkopen van zilverwerk van de Deense ontwerper Georg Jensen. In 1919 kreeg hij de leiding over de Georg Jensen winkel aan de Bredgade 21 in Kopenhagen. Begin jaren '20 vertrok Lunning naar de Verenigde Staten om de werken van Jensen daar te verhandelen. Aldaar verkocht hij het zilverwerk in lobby's van dure hotels zoals het Waldorf-Astoria Hotel. In 1923 opende hij de Georg Jensen Inc. winkel aan 53rd Street. In 1935 verhuisde de winkel naar Fifth Avenue. Het assortiment van de winkel werd verder uitgebreid met werken van onder meer Royal Copenhagen en ontwerpers als Kay Bojesen. Tijdens de Tweede Wereldoorlog schakelde Lunning Amerikaanse ontwerpers in om het assortiment verder aan te vullen.
In 1949 werd de Deense Kai Dessau aangenomen als manager van de winkel. Onder Dessau's leiding veranderde het assortiment van hoofdzakelijk in de Verenigde Staten geproduceerde producten naar een assortiment van Scandinavisch handwerk en decoratieve kunst. Lunning was hier dermate van onder de indruk, dat de Lunningprijs werd geïnitieerd om de Scandinavische ontwerpers erkenning te bieden en financieel te ondersteunen.

## De prijs
Ieder jaar werden twee winnaars gekozen. Het doel van de prijs was de "ondersteuning van getalenteerde en originele Noordse ambachtslieden en industrieel ontwerpers - bij voorkeur jonge mensen - voor wie een zorgvuldig geplande en langdurige studieperiode in het buitenland van groot of doorslaggevend belang is voor hun artistieke ontwikkeling en praktische prestaties." Daarnaast zorgde de prijs voor meer bekendheid voor de winkel en Scandinavisch design in de Verenigde Staten. Het prijzengeld werd gefinancierd met de opbrengsten uit de winkel. Daarnaast kregen de winnaars ook de mogelijkheid om werk te exposeren in de winkel in New York. De jury bestond uit een commissie van acht leden, waarvan twee personen uit Denemarken, twee personen uit Zweden, twee personen uit Finland en twee personen uit Noorwegen. Een van de twee juryleden uit elk land werd uitgekozen door het Georg Jensenconcern. De prijs werd voor het eerst uitgereikt op 21 december 1951, de zeventigste verjaardag van Lunning.
Frederik Lunning overleed in 1952. Na zijn dood nam zijn zoon Just Lunning de taak van zijn vader over. De laatste Lunningprijs werd uitgereikt in 1970, kort daarna werd de winkel verkocht aan de Rothschild group.

## Winnaars

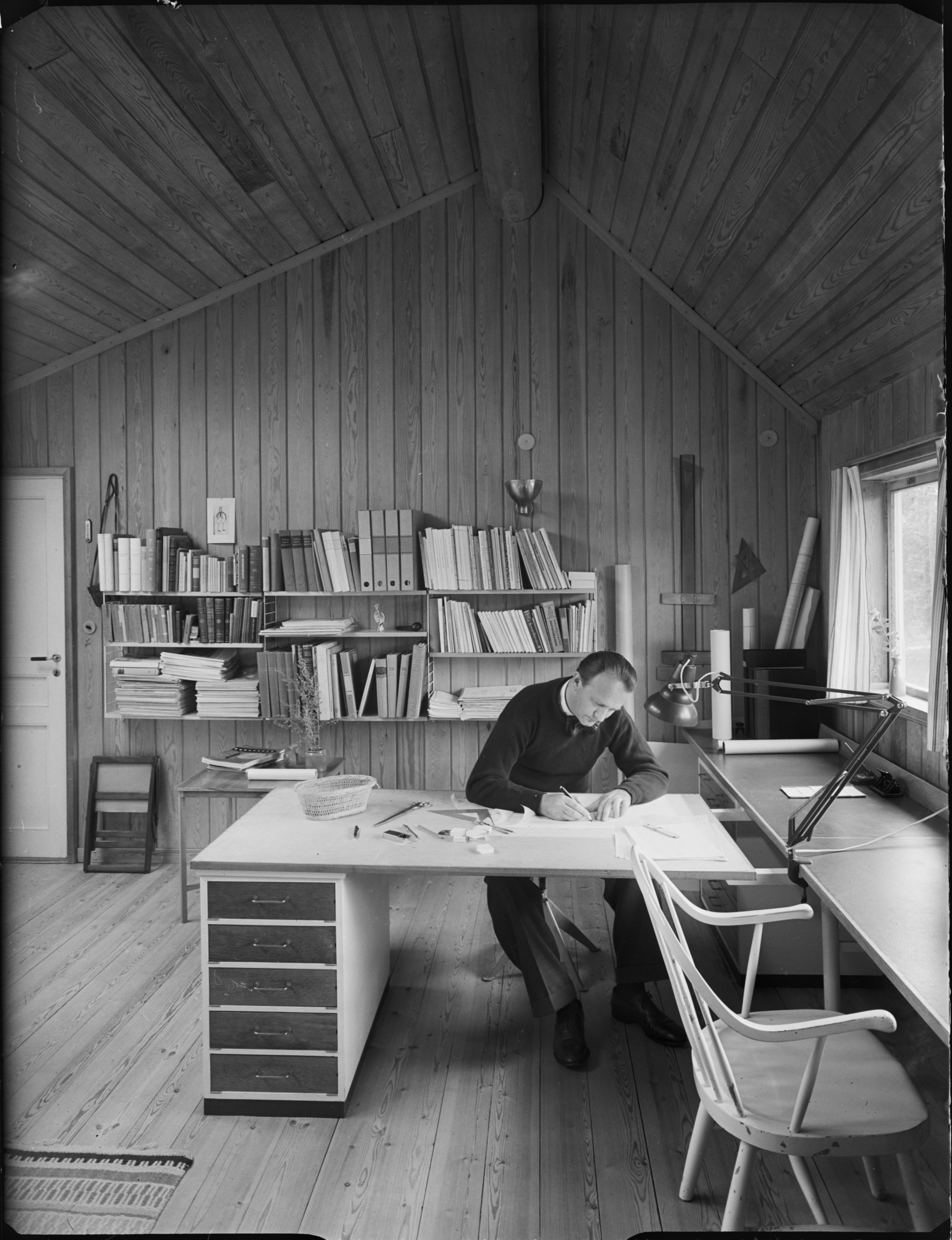
Carl-Axel Acking, winnaar 1952

- 1951    Hans J. Wegner (Denemarken) en Tapio Wirkkala (Finland)
- 1952    Carl-Axel Acking (Zweden) en Grete Prytz Kittelsen (Noorwegen)
- 1953    Tias Eckhoff (Noorwegen) en Henning Koppel (Denemarken)
- 1954    Ingeborg Lundin (Zweden) en Jens Harald Quistgaard (Denemarken)
- 1955    Ingrid Dessau (Zweden) en Kaj Franck (Finland)
- 1956    Jørgen en Nanna Ditzel (Denemarken) en Timo Sarpaneva (Finland)
- 1957    Hermann Bongard (Noorwegen) en Erik Höglund (Zweden)
- 1958    Poul Kjærholm (Denemarken) en Signe Persson-Melin (Zweden)
- 1959    Arne Jon Jutrem (Noorwegen) en Antti Nurmesniemi (Finland)
- 1960    Vivianna Torun Bülow-Hübe (Zweden) en Vibeke Klint (Denemarken)
- 1961    Bertel Gardberg (Finland) en Erik Pløen (Noorwegen)
- 1962    Hertha Hillfon (Zweden) en Kristian Solmer Vedel (Denemarken)
- 1963    Karin Björquist (Zweden) en Börje Rajalin (Finland)
- 1964    Vuokko Eskolin-Nurmesniemi (Finland) en Bent Gabrielsen (Denemarken)
- 1965    Eli-Marie Johnsen (Noorwegen) en Hans Krondahl (Zweden)
- 1966    Gunnar Cyrén (Zweden) en Yrjö Kukkapuro (Finland)
- 1967    Erik Magnussen (Denemarken) en Kirsti Skintveit (Noorwegen)
- 1968    Björn Weckström (Finland) en Ann en Göran Wärff (Zweden)
- 1969    Helga en Bent Exner (Denemarken) en Bo Lindekrantz en Börge Lindau (Zweden)
- 1970    Kim Naver (Denemarken) en Oiva Toikka (Finland)